# Régiment Royal-Allemand cavalerie
Pour les articles homonymes, voir régiment de Kœnigsmark.
Le régiment Royal-Allemand cavalerie est un régiment de cavalerie du royaume de France créé en 1671.

## Création et différentes dénominations
- 10 août 1671 : création du régiment de Kœnigsmark cavalerie
- 15 novembre 1688 : renommé régiment Royal-Allemand cavalerie
- 1er décembre 1761 : renforcé par incorporation du régiment de Wurtemberg cavalerie[1]
- 1er janvier 1791 : renommé 15e régiment de cavalerie
- 1792 : déserte en totalité entrainant la renumérotation des régiments qui le suivaient
- 1798 : forme le 12e régiment de cuirassiers autrichiens

## Équipement

### Étendards
6 étendards « de ſoye bleue, Soleil, deviſe du Roi, nec pluribus impar, brodez en or & frangez d’or ».

Étendards
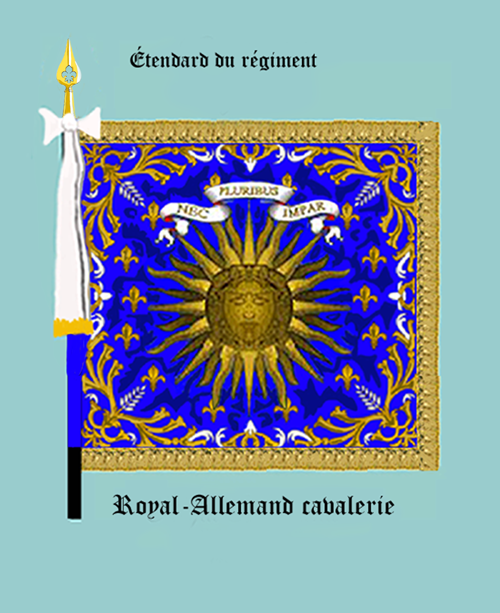
étendard du régiment Royal-Allemand cavalerie, avers
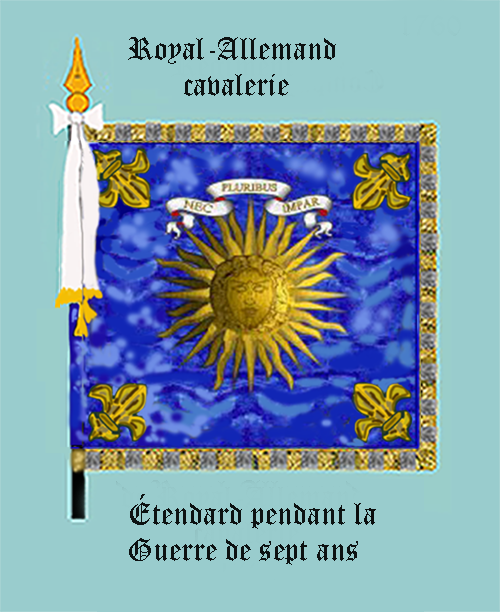
étendard du régiment Royal-Allemand cavalerie, avers (vers 1760)

### Habillement

Uniformes
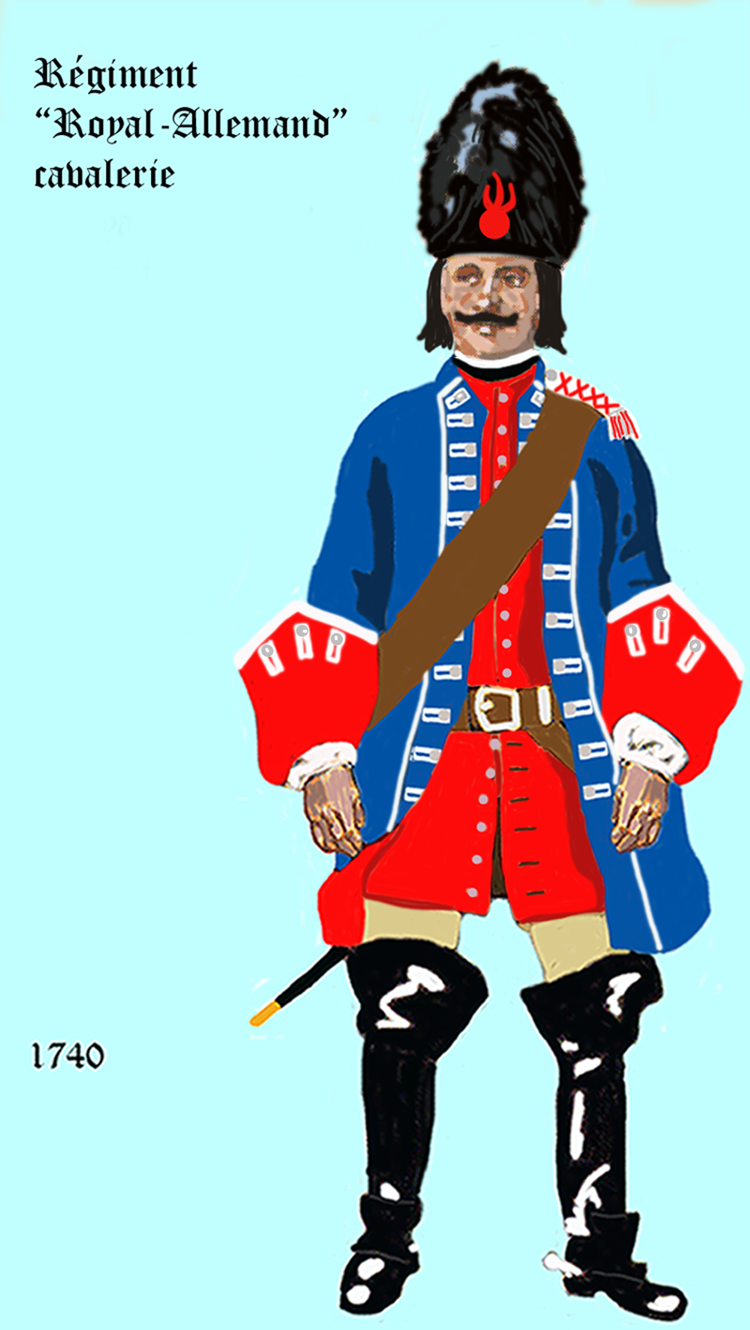
régiment Royal-Allemand cavalerie de 1740 à 1757
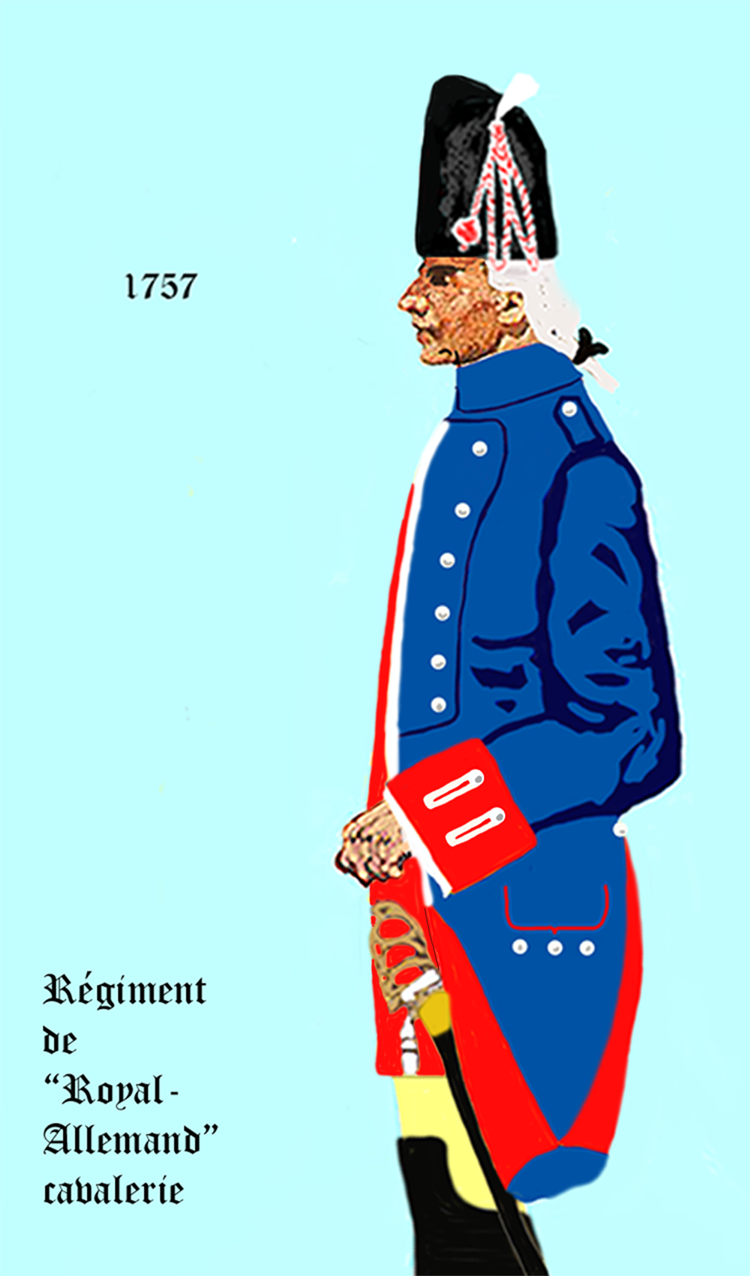
régiment Royal-Allemand cavalerie de 1757 à 1762
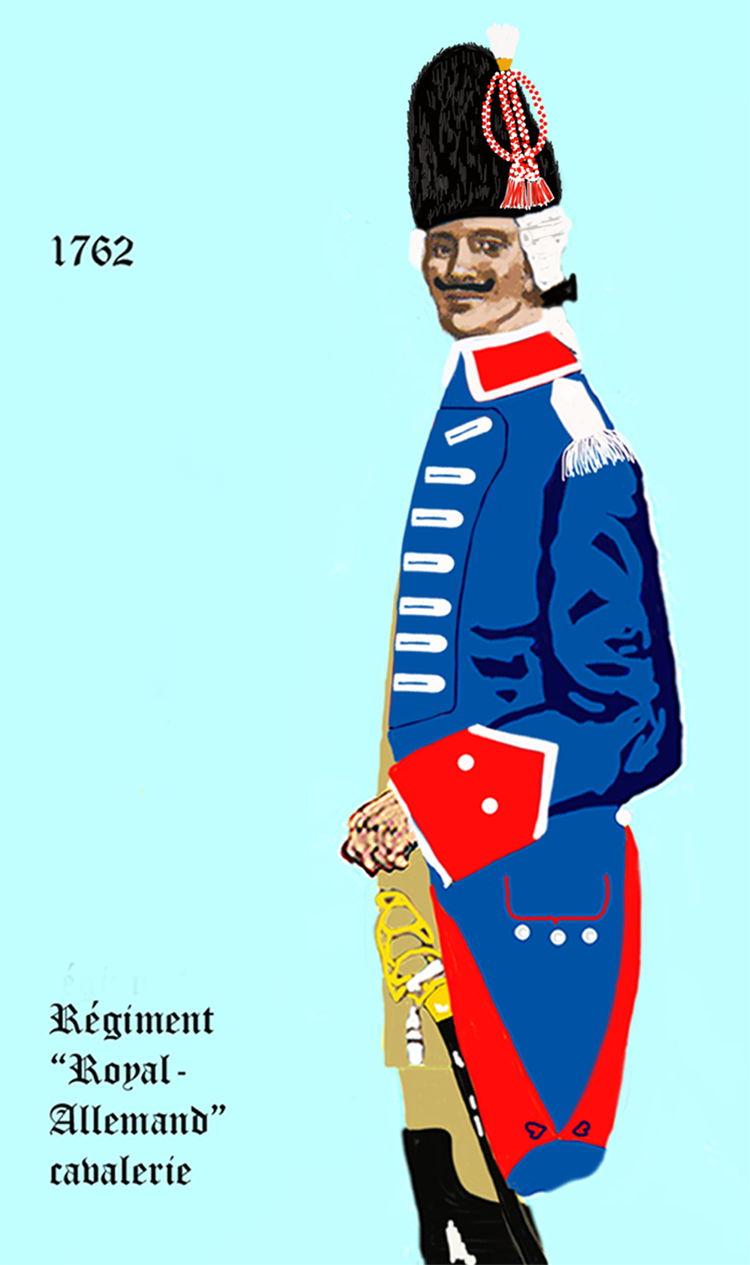
régiment Royal-Allemand cavalerie de 1762 à 1767
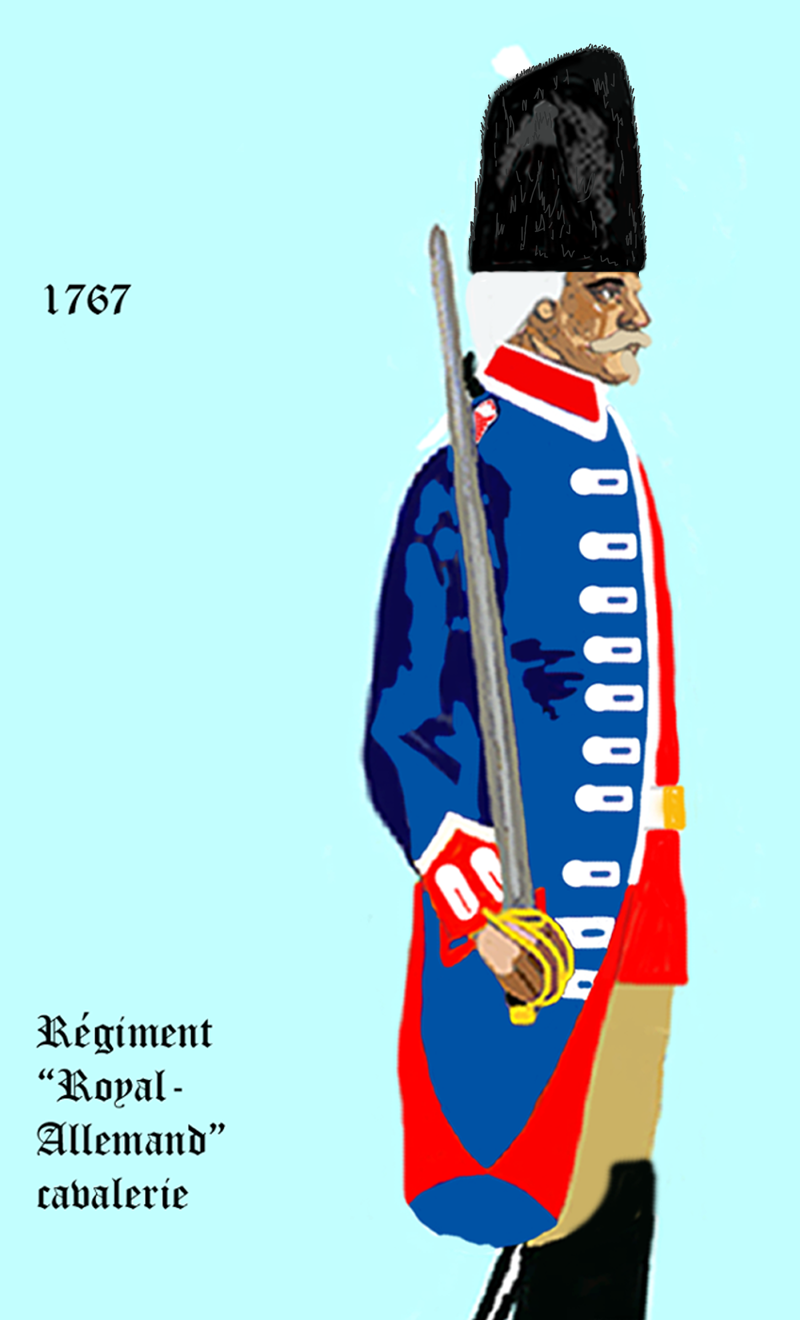
régiment Royal-Allemand cavalerie de 1767 à 1776
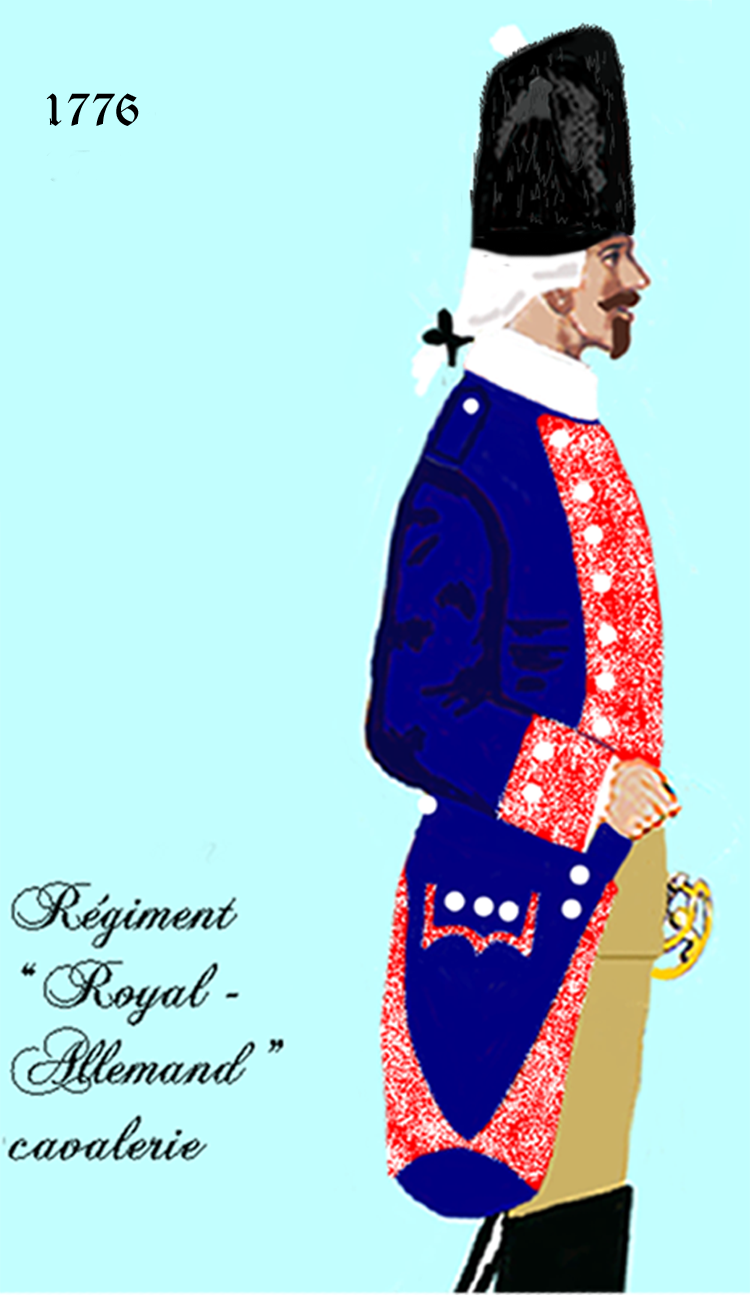
régiment Royal-Allemand cavalerie de 1776 à 1779
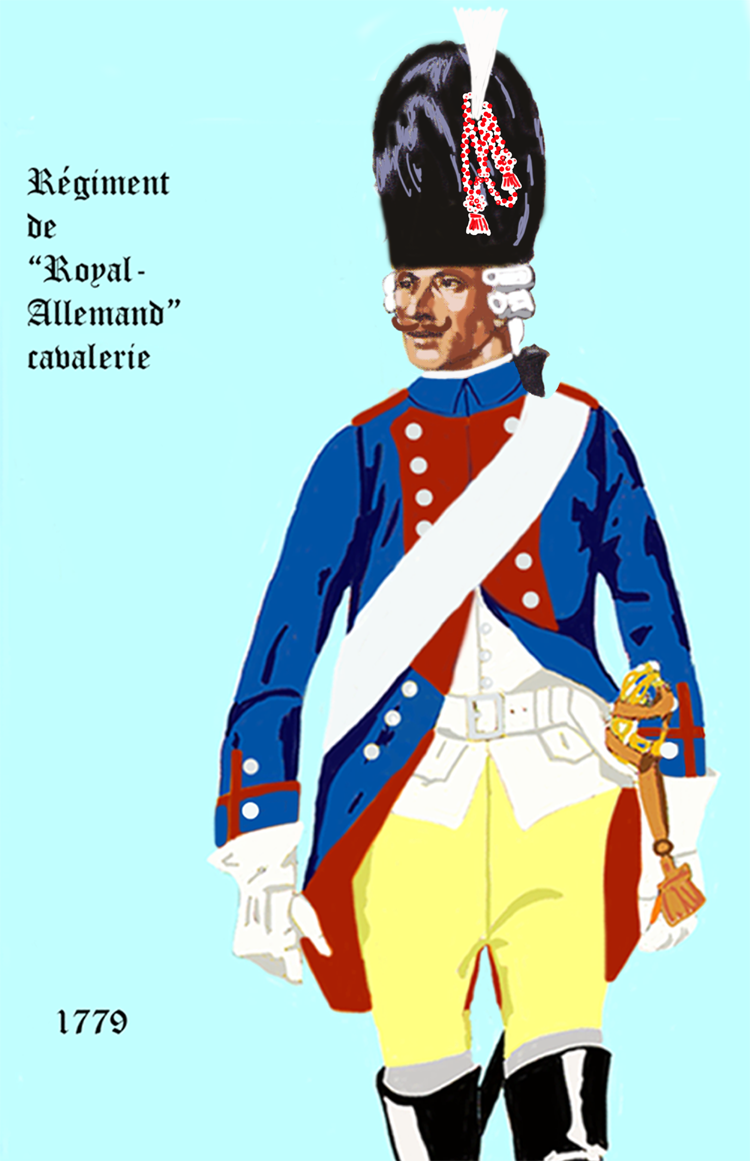
Régiment Royal-Allemand cavalerie  1779 - 1786
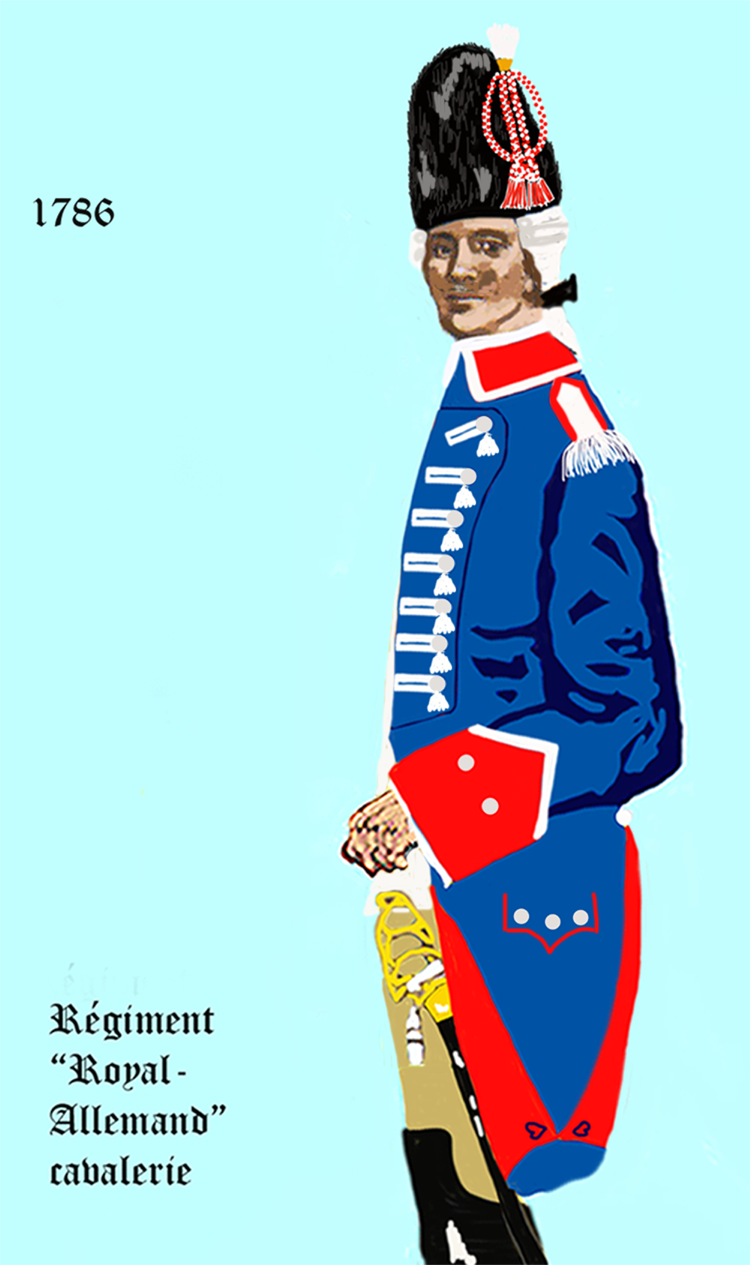
Régiment Royal-Allemand cavalerie  1786 - 1791
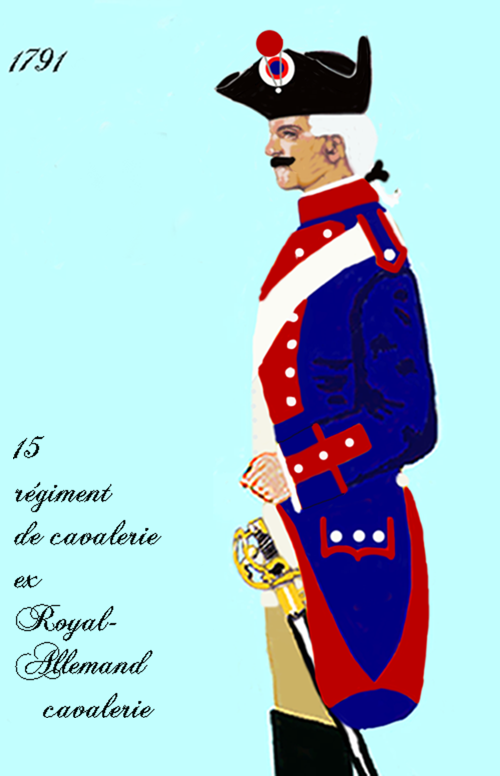
15e régiment de cavalerie de 1791 à 1792

## Historique

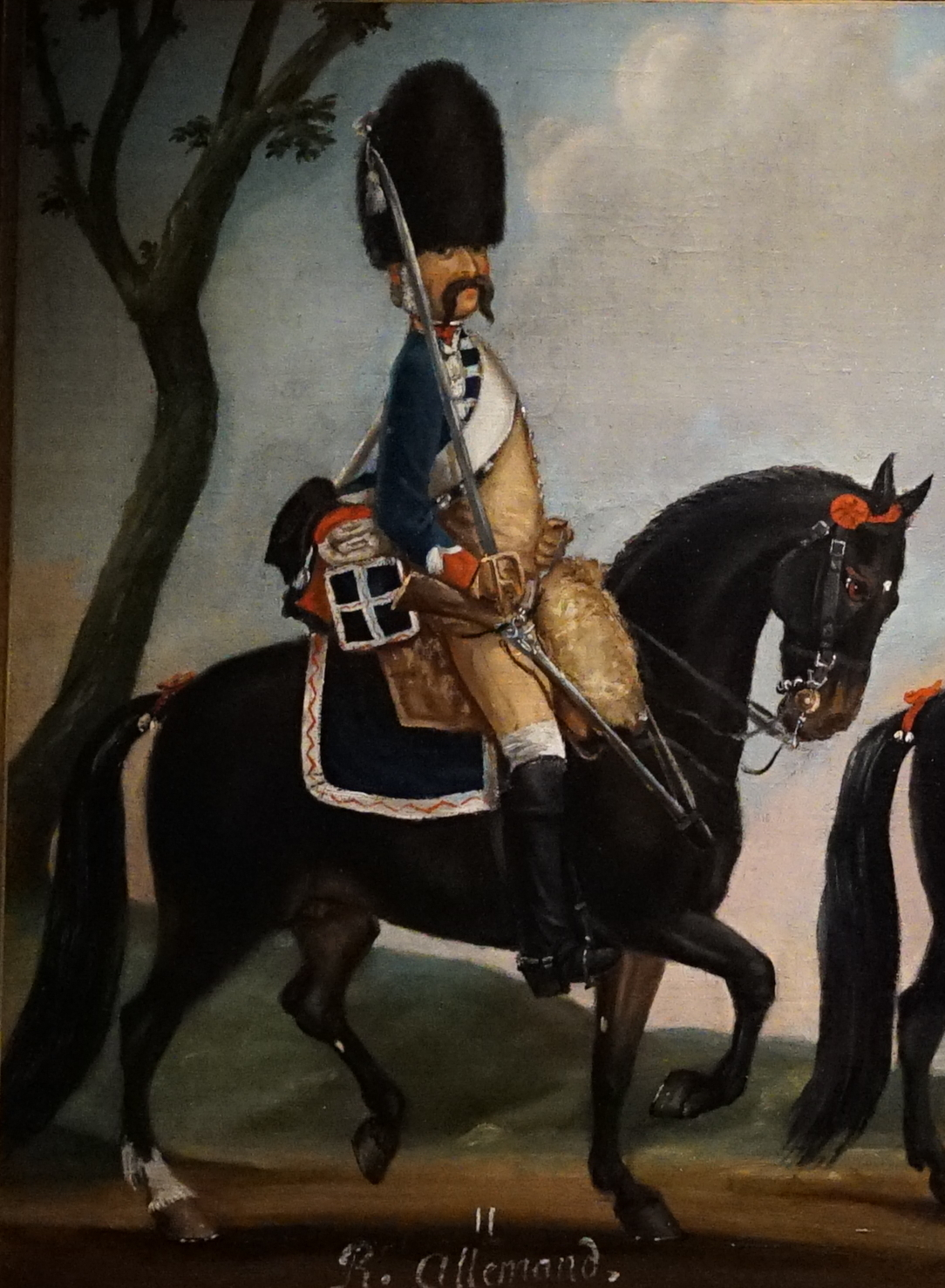
habit de 1779.

### Mestres de camp-lieutenants et colonels
- 10 août 1671 : Guillaume Othon, comte de Kœnigsmark, brigadier le 15 avril 1672, maréchal de camp le 13 février 1674, lieutenant général le 25 juin 1676, † 1688
- 15 novembre 1688 : N. de Bolhen
- 29 août 1693 : Louis Craton de Nassau-Saarbrück, comte de Nassau, brigadier le 17 avril 1792, maréchal de camp le 30 mars 1693, lieutenant général le 23 décembre 1695, † 13 février 1713
- 21 février 1713 : Guillaume Henri de Quadt de Landscron, brigadier le 10 février 1704, maréchal de camp le 20 mars 1709, lieutenant général des armées du roi le 1er octobre 1718, † 31 mars 1756
- 19 juillet 1737 : Guillaume Henri, prince de Nassau-Saarbrück, brigadier le 1er mai 1742, maréchal de camp le 29 juin 1744, lieutenant général le 1er janvier 1748
- 18 janvier 1742 : Louis IX landgrave de Hesse-Darmstadt
- 12 mars 1746 : Frédéric Charles Louis de Schleswig-Holstein-Beck (° 05/01/1732), prince de Holstein, brigadier le 10 février 1759, maréchal de camp le 1er mai 1762. † 21 février 1772 à Strasbourg.
- 24 mars 1772 : Charles Henri Nicolas Othon, prince de Nassau-Siegen
- 8 avril 1779 : Charles Constantin de Hessen-Rheinfels-Rotenburg
- 3 mars 1785 : Charles Eugène de Lorraine, prince de Lambesc
- 23 novembre 1791 : N. de Mandell

### Autres officiers
Mastres de camp-lieutenants en second
- 1743 : N. de Cauën
- 1746 : Maximilien, baron de Guntzer
- 1770 : Charles Henri Nicolas Othon, prince de Nassau-Siegen
- 1772 : Frédéric Antoine, baron d’Andlau
- 26 février 1783 : François Louis, comte d’Helmstadt
- 10 mars 1788 : Jean Louis Connac, baron d’Hauteville

### Campagnes et batailles

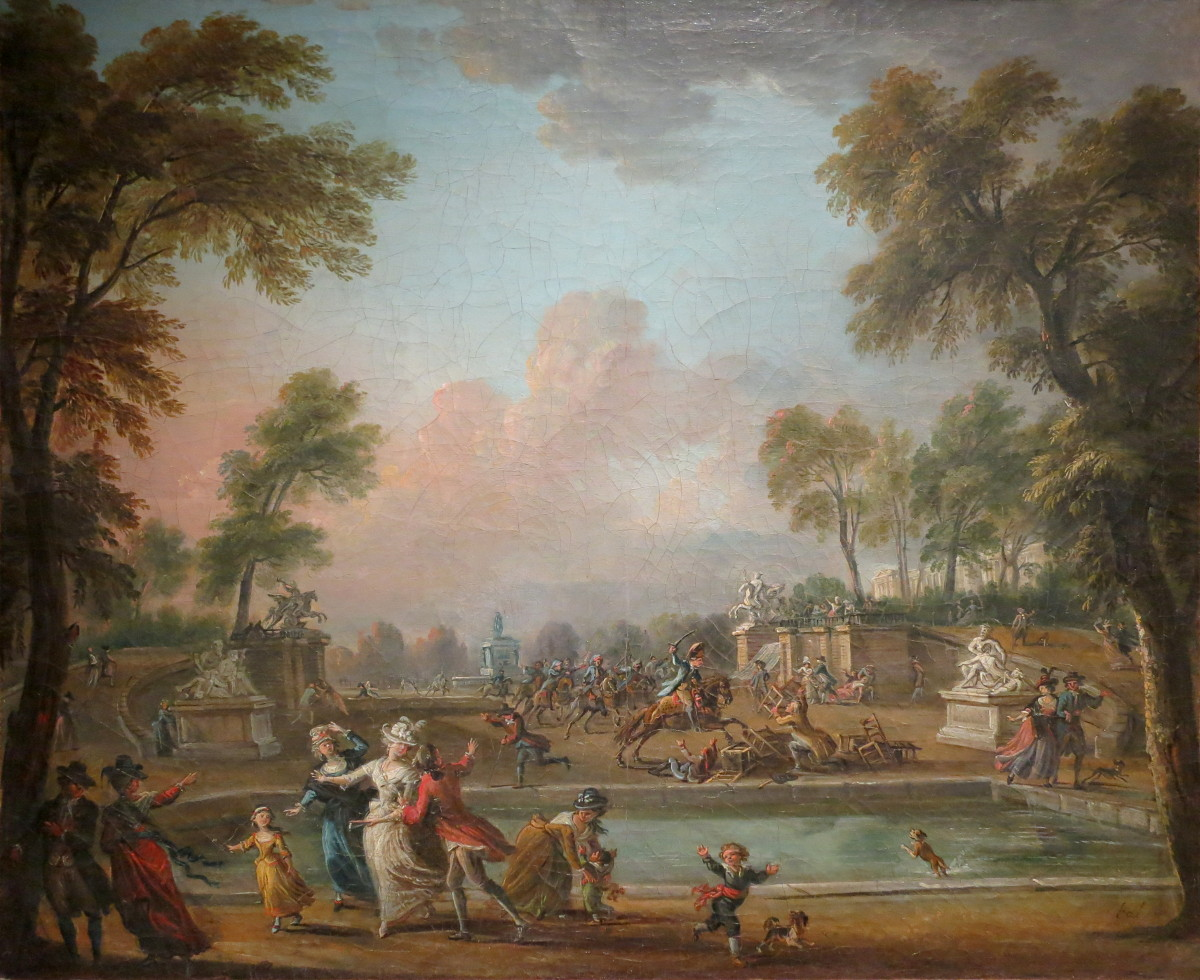
Charge du prince de Lambesc à la tête du régiment Royal allemand, le 12 juillet 1789. Toile de Jean-Baptiste Lallemand.

Durant l'été 1789, sous les ordres du prince de Lambesc, son colonel propriétaire, le régiment fait partie des troupes appelées sur la capitale par le roi, pour contenir l'agitation. Il prend ses quartiers au bois de Boulogne.
Le 12 juillet 1789, il est chargé de disperser l'attroupement place Louis XV. Les cavaliers chargent la foule, puis se mettent en mouvement vers les Tuileries. Sur le chemin et dans les jardins, le régiment est confronté à la population. Dans la soirée, il se replie sur les Champs-Élysées, puis vers le Champ de Mars.

Événements du 12 juillet 1789
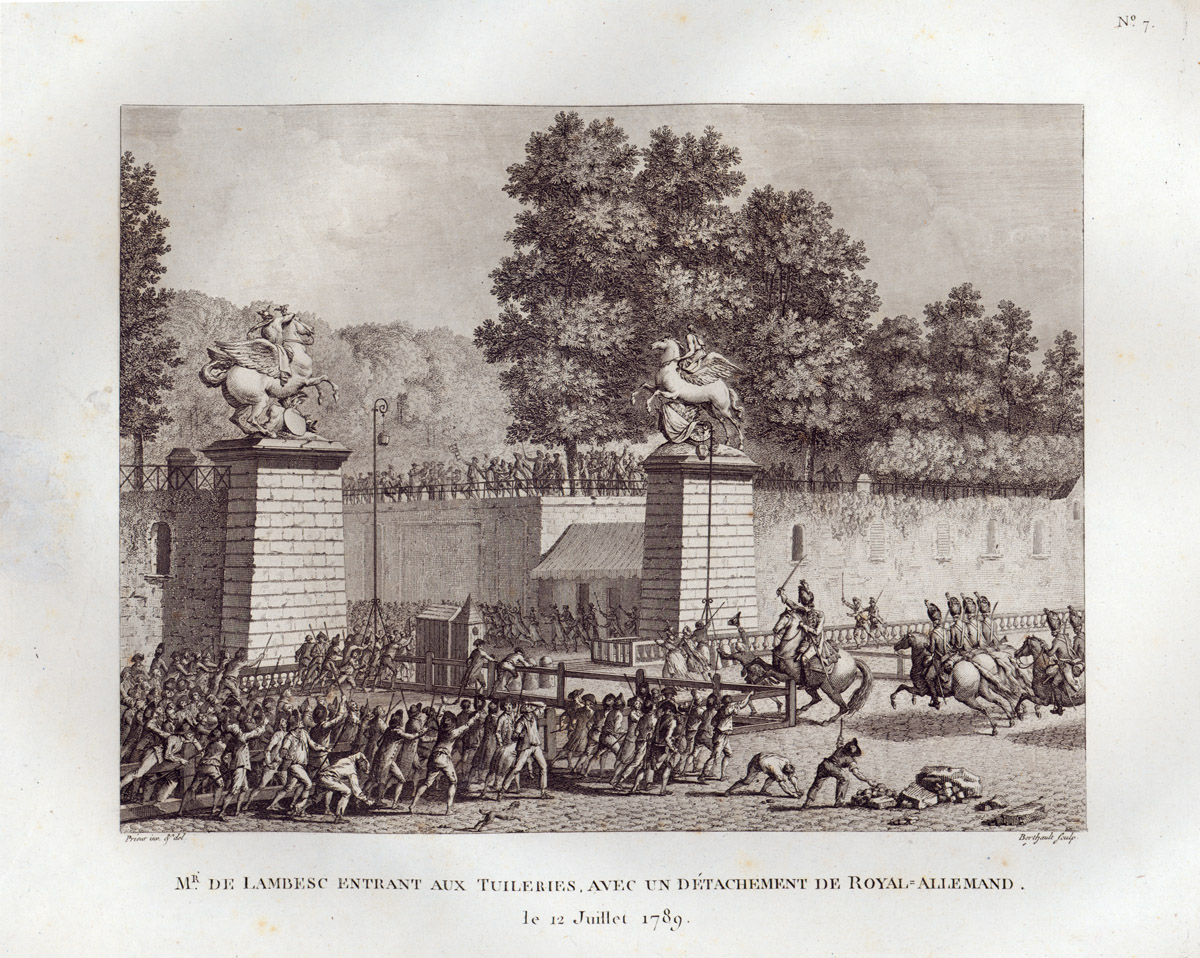
Charge du Royal-Allemand lors des échauffourées des Tuileries.
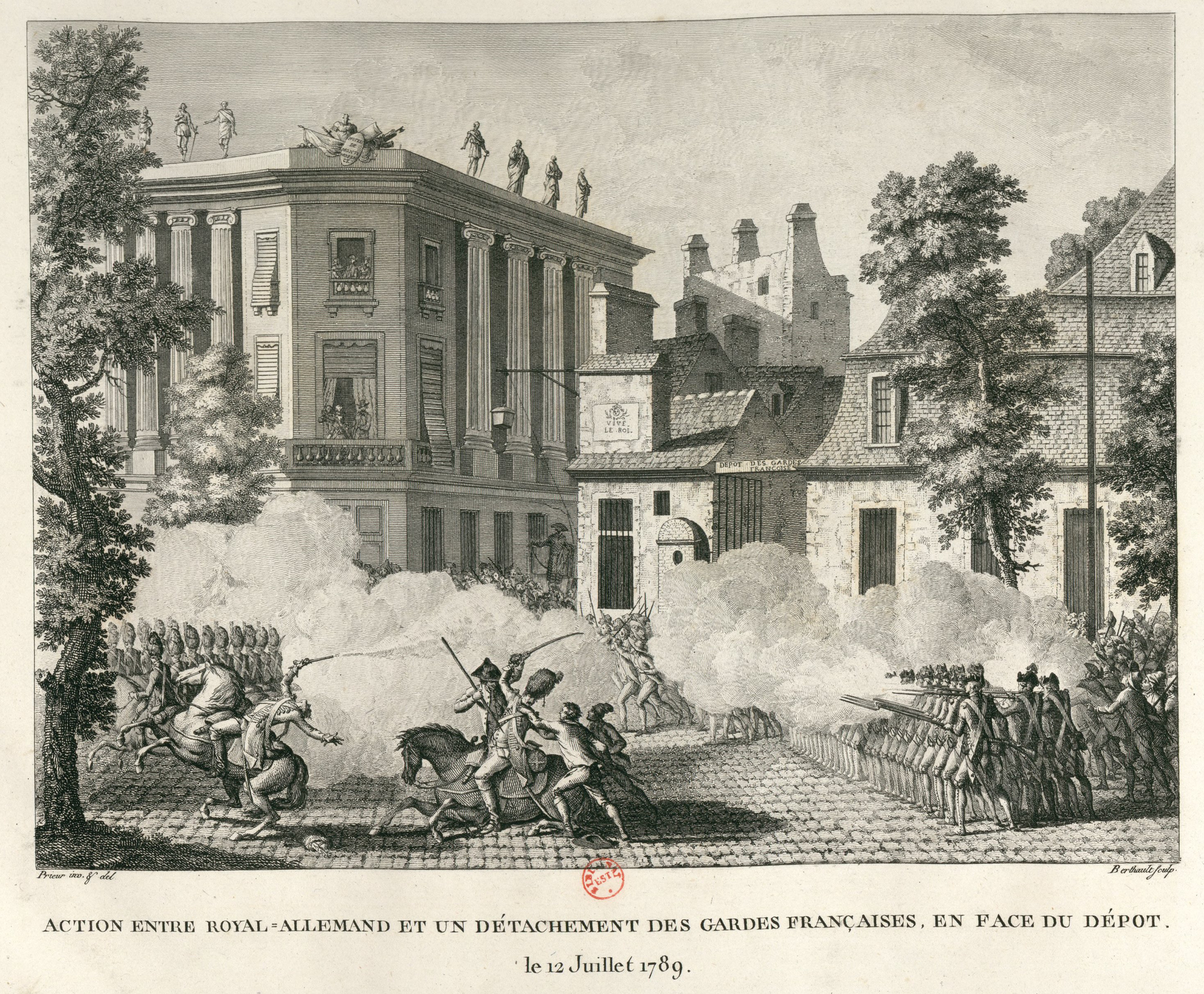
Action entre le Royal-Allemand et les Gardes françaises, en face du dépôt.

Son rôle dans l'affaire de Varennes reste sujet à controverses.
Il émigre en quasi-totalité et trouve la rare occasion de s'illustrer pendant le désastre de 1792 en sauvant les équipages, embourbés, de l'armée des émigrés. En 1793, l'unité participe à de nombreux combats dont la bataille d'Aldenhoven ou il écrase le 3e bataillon de volontaires de Paris.
Il rejoint le nouveau 12e régiment de cuirassiers autrichiens en 1798.

### Quartiers
- Vitrey-sur-Mance (Haute Saone)[3]
- Zarquemines[2]